# 嵐三右衛門 (11代目)
称十代目 嵐三右衞門（しょう じゅうだいめ あらし さんえもん、新字体：〜衛門、1906年（明治39年）10月23日 - 1980年（昭和55年）7月17日）は関西の歌舞伎役者。屋号は津の國屋。定紋は八角小の字、替紋は橘の三重ね。本名は大川 實（おおかわ みのる）。十一代目 嵐三右衞門（じゅういちだいめ あらしさんえもん）としても知られる。
大阪生まれ。はじめ三代目中村梅玉門人で、明治45年（1912年）大阪浪花座で中村福萬壽を名乗って初舞台。昭和4年（1929年）、大阪中座『二人袴』の雛鶴で七代目中村駒之助を襲名。昭和23年（1948年）正月大阪中座復興杮落しの『雪女五枚羽子板』で大名跡・嵐三右衛門を襲名した。三右衛門代々としては「十一代目」のはずなのだが、本人は一貫して「十代目」を称してはばからなかった。
立派な風貌で人気を集めていたが、関西歌舞伎が衰退する中、昭和29年（1954年）宝塚新芸座に移籍、大衆演劇の世界に入る。ここでは座頭として活躍。桂春坊（二代目露の五郎兵衛）や笑福亭松之助ら若手落語家と舞台をともにしたこともある。
昭和33年（1958年）には宝塚映画に参加。その後歌舞伎の舞台に復帰した。主に二代目中村鴈治郎の相方を勤め、『心中天網島・河庄』の太兵衛や『梶原平三誉石切』（石切梶原）の呑助などの脇役が好評だったが、往年の精彩はなかった。